# 6715 Шелдонмаркс
6715 Шелдонмаркс (6715 Sheldonmarks) — астероїд головного поясу, відкритий 22 серпня 1990 року.
Тіссеранів параметр щодо Юпітера — 3,379.